# Coupe des Balkans des nations
Pour les articles homonymes, voir Coupe des Balkans des clubs.
La Coupe des Balkans des nations était une compétition de football disputée de 1929 à 1980 et réservée aux sélections nationales des Balkans.

## Histoire
Les pays géographiquement localisés dans les Balkans et ayant participé au moins une fois ont été l'Albanie, la Bulgarie, la Grèce, la Turquie et la Yougoslavie.
Les pays suivants : la Hongrie, la Pologne, la Roumanie, la Tchécoslovaquie ont également participé au moins une fois, bien que localisés en dehors des Balkans.

## Palmarès

### Finales
| Année     | No  | Vainqueur    | Score        | Finaliste/Deuxième |
| --------- | --- | ------------ | ------------ | ------------------ |
| 1929-1931 | 1er | Roumanie     | Round-robin  | Yougoslavie        |
| 1931      | 2e  | Bulgarie     | Round-robin  | Turquie            |
| 1932      | 3e  | Bulgarie     | Round-robin  | Yougoslavie        |
| 1933      | 4e  | Roumanie     | Round-robin  | Yougoslavie        |
| 1934-1935 | 5e  | Yougoslavie  | Round-robin  | Grèce              |
| 1935      | 6e  | Yougoslavie  | Round-robin  | Bulgarie           |
| 1936      | 7e  | Roumanie     | Round-robin  | Bulgarie           |
| 1946      | 8e  | Albanie      | Round-robin  | Yougoslavie        |
| 1947      | 9e  | Hongrie      | Round-robin  | Yougoslavie        |
| 1948      | 10e | Non terminée | Non terminée | Non terminée       |
| 1973-1976 | 11e | Bulgarie     | 1-0, 2-3     | Roumanie           |
| 1977-1980 | 12e | Roumanie     | 0-2, 4-1     | Yougoslavie        |

### Bilan
| Nation      | Victoire(s) | Année(s)                         |
| ----------- | ----------- | -------------------------------- |
| Roumanie    | 4           | 1929/1931, 1933, 1936, 1977/1980 |
| Bulgarie    | 3           | 1931, 1932, 1973/1976            |
| Yougoslavie | 2           | 1934/1935, 1935                  |
| Albanie     | 1           | 1946                             |
| Hongrie     | 1           | 1947                             |

## Meilleur(s) buteur(s) par édition
| Année(s)  | Joueur(s)                                              | Buts |
| --------- | ------------------------------------------------------ | ---- |
| 1929-1931 | Iuliu Bodola Rudolf Wetzer                             | 7    |
| 1931      | Asen Panchev                                           | 3    |
| 1932      | Aleksandar Živković                                    | 5    |
| 1933      | Gheorghe Ciolac Ştefan Dobay                           | 4    |
| 1934-1935 | Aleksandar Tirnanić Aleksandar Tomašević               | 3    |
| 1935      | Liubomir Angelov                                       | 5    |
| 1936      | Alexandru Schwartz                                     | 4    |
| 1946      | Loro Boriçi Qamil Teliti Nicolae Reuter Božidar Sandić | 2    |
| 1947      | Ferenc Deák                                            | 5    |
| 1948      | Ferenc Puskás                                          | 8    |
| 1973-1976 | Cemil Turan                                            | 4    |
| 1977-1980 | Anghel Iordănescu                                      | 6    |